# 直峰城
直峰城（のうみねじょう、なおみねじょう）は、新潟県上越市安塚区にあった日本の城。城山（標高344メートル）に築かれた山城。三国街道を臨み、戦略上重要な位置にあった。戦国時代には、春日山城の支城として重要な役割を果たした。

## 歴史
築城時期は不明。南北朝時代に築かれたといわれる。南朝方の風間信昭の居城と伝わる。やがて南朝方が壊滅すると、越後国守護上杉氏の支配下に組み込まれた。
永正4年（1507年）、関東へ逃亡中の守護上杉房能が当城に立ち寄ったが、長尾為景軍の追撃を受けて松之山に逃れ、8月7日に天水越で自刃した（永正の乱）。
天文年間（1532年〜1554年）の城主は、吉田英忠（吉田秀忠とも）。
為景の子・景虎（上杉謙信）の代になると、関東遠征の際、春日山城から三国峠へ向かう最短経路上の繋ぎの城として重視された。
天正6年（1578年）に御館の乱が起こった時、小日向隼人佐が城主で上杉景勝についた。天正12年（1584年）11月24日、直江兼続の父・樋口兼豊が城主となる。
慶長3年（1598年）、上杉景勝が会津へ移封された後は、春日山城に入府した堀秀治の重臣・堀光親が城主となった。慶長15年（1610年）、堀忠俊が改易されると廃城となった。
樋口兼豊は上杉家の会津移封に従う。子の兼続は米沢も治め、米沢には最近まで「直峰町」と呼ばれる町名があった。
慶長2年（1597年）の制作とされる「越後頸城郡絵図」（米沢市上杉博物館蔵）では「直嶺之城」として描かれている。
明治40年（1907年）頃、直峰城二の丸の畑から「武将図鍔」が発見された（2007年、市指定文化財。考古資料）。
1959年3月4日、新潟県指定文化財（史跡）に指定された。

## 主な支城
- 虫川城[13][14]
- 飯守城[14]
- 石橋城[14]

## 現地情報
- 所在地 - 〒942-0411 新潟県上越市安塚区安塚[15]

### 交通アクセス
電車
- 北越急行ほくほく線虫川大杉駅よりタクシーで20分

車
- 北陸自動車道上越インターチェンジより直峰城跡駐車場まで45分
- 北陸自動車道柿崎インターチェンジより直峰城跡駐車場まで45分
- 関越自動車道六日町インターチェンジより直峰城跡駐車場まで85分

### その他
- 降雪期（12月〜翌年4月下旬）は進入できない。
- 料金 - 無料
- 駐車場から本丸跡（山頂）まで徒歩で約15分。
- トイレあり。
- 駐車場 - 20台（無料）